# Karl Michaelis (Rechtswissenschaftler)
Karl Michaelis (* 21. Dezember 1900 in Gadderbaum-Bethel; † 14. August 2001 in Göttingen) war ein deutscher Rechtswissenschaftler.

## Leben
Michaelis studierte Rechtswissenschaft, Volkswirtschaftslehre und Philosophie in Münster, München und Göttingen. In Göttingen wurde er 1925 promoviert und 1931 habilitiert. Er erhielt die Venia legendi für Bürgerliches Recht und Neuzeitliche Rechtsgeschichte.
1934 wurde Michaelis als außerordentlicher Professor für Rechts- und Staatswissenschaften an die Universität Kiel berufen. Michaelis trat zum 1. Mai 1937 der NSDAP bei (Mitgliedsnummer 4.021.314) und gehörte neben Franz Wieacker, Karl Larenz, Wolfgang Siebert, Ernst Rudolf Huber, Georg Dahm und Friedrich Schaffstein zu einer Gruppe jüngerer Professoren, die als Kieler Schule bezeichnet wird und die sich als Kreis von Vordenkern der nationalsozialistischen Rechtserneuerung verstand. 1938 wurde er ordentlicher Professor für Bürgerliches Recht, Verfahrensrecht und Neuere Rechtsgeschichte an der Universität Leipzig. Dort stand er von 1942 bis 1944 als Dekan der Juristenfakultät vor.
Nach Kriegsende wurde Michaelis aufgrund seiner Mitgliedschaft in NS-Organisationen aus dem Professorenamt entlassen. Ab 1949 nahm er einen Lehrauftrag für die Geschichte des Privatrechts am Provinzial-Schulkollegium in Münster auf. 1951 wurde Michaelis als Nachfolger von Hermann Schultze-von Lasaulx ordentlicher Professor für Deutsche Rechtsgeschichte, Bürgerliches Recht und Zivilprozessrecht an der Universität Münster. Von 1956 bis zu seiner Emeritierung 1969 war er ordentlicher Professor für Bürgerliches Recht und Neuzeitliche Rechtsgeschichte sowie Kirchenrecht an der Universität Göttingen. Die Rechtshistorikerin Eva Schumann ordnete Karl Michaelis im Rahmen einer Untersuchung zur Fakultätsgeschichte in eine ab 1954 einsetzenden Phase der Re-Nazifizierung ein, in der seitens der Göttinger juristischen Fakultät zahlreiche Rufe an ehemalige Mitglieder der Kieler Schule ergingen.
Im Studienjahr 1960/61 war Michaelis Dekan der Juristischen Fakultät sowie ab 1970 ordentliches Mitglied der Akademie der Wissenschaften zu Göttingen.

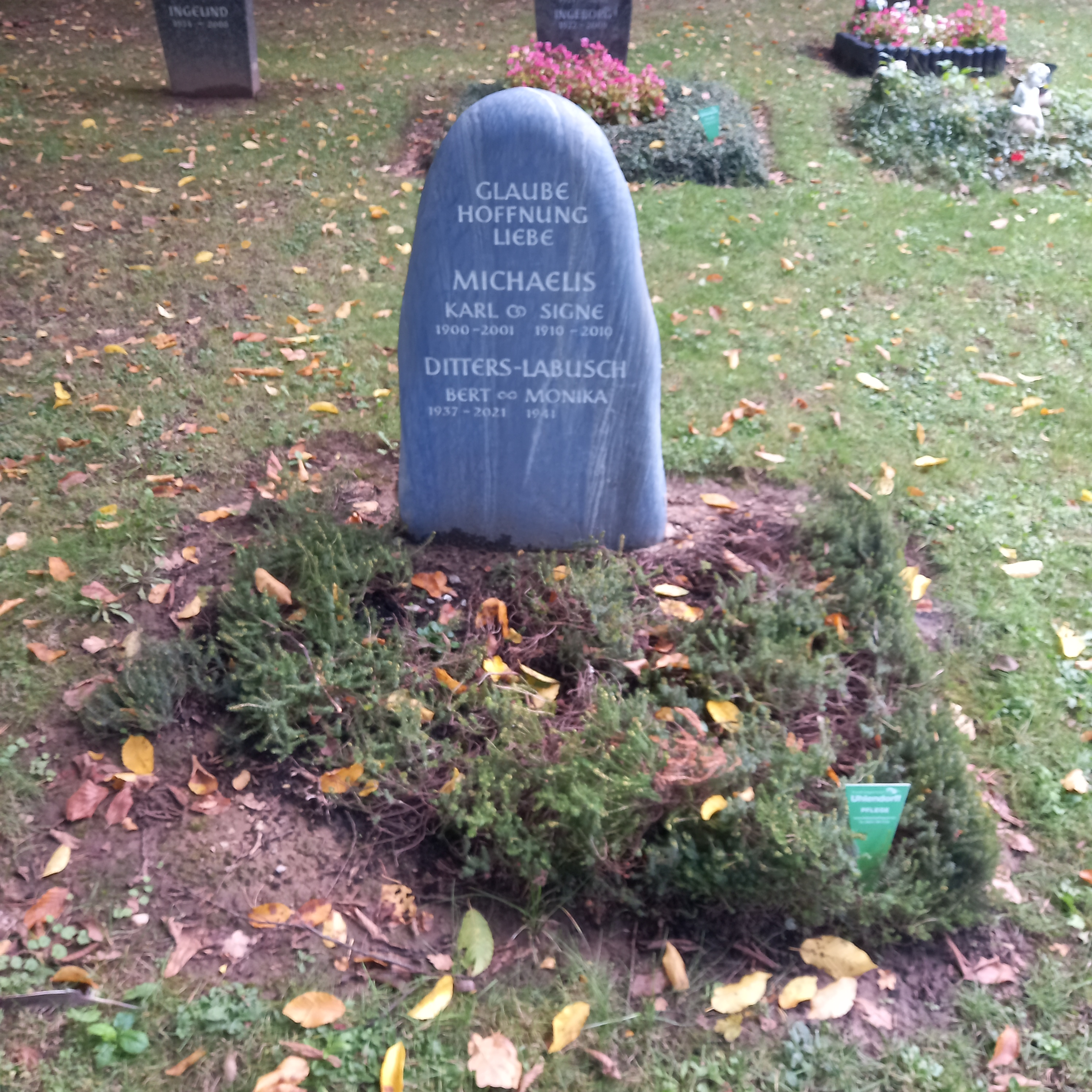
Das Grab von Karl Michaelis und seiner Ehefrau Signe auf dem Parkfriedhof Junkerberg in Göttingen

## Schriften (Auswahl)
- Die Staatstheorie des Karl Rodbertus und ihre Stellung in der Sozialphilosophie des 19. Jahrhunderts. Dissertation, Universität Göttingen, 1926.
- Der Feststellungsprozeß. Eine Untersuchung über den Gegenstand und die Grenzen der Rechtskraft des Feststellungsurteils. Habilitationsschrift, Universität Göttingen, 1931.
- Beiträge zur Gliederung und Weiterbildung des Schadenrechts. Weicher, Leipzig 1943.
- Die Universität Münster 1945–1955. Ihr Wiederaufbau im Zusammenhang mit der Entwicklung ihrer Verfassung. Regensberg und Biermann, Münster 1988, ISBN 3-924469-26-1.
- Das abendländische Eherecht im Übergang vom späten Mittelalter zur Neuzeit. Vandenhoeck und Ruprecht, Göttingen 1990.